# نیدرنهال
شهر نیدرنهال (به آلمانی: Niedernhall) در ایالت بادن-وورتمبرگ در کشور آلمان واقع شده‌است.